# Mr. Monk Is Cleaned Out
Mr. Monk Is Cleaned Out è il decimo romanzo scritto da Lee Goldberg basato sulla serie televisiva Detective Monk. È stato pubblicato il 6 luglio 2010. Come gli altri romanzi, la storia è narrata da Natalie Teeger, l'assistente di Adrian.

## Trama
Durante una crisi finanziaria, il dipartimento di polizia di San Francisco decide di rendere Monk un consulente Natalie viene a sapere che Monk ha investito i suoi risparmi di una vita con Bob Sebes, un investitore che è appena stato arrestato con l'accusa di aver rovinato milioni di vite. Il testimone chiave del caso di Sebes è stato assassinato, portando Adrian a investigare sul caso.

## Personaggi

### Personaggi della serie televisiva
- Adrian Monk: il detective protagonista del romanzo, interpretato nella serie da Tony Shalhoub
- Natalie Teeger: assistente di Adrian e narratrice del racconto, interpretata nella serie da Traylor Howard

### Personaggi del romanzo
- Bob Sebes: gestisce la Reinier Investments, ed è stato arrestato con l'accusa di aver orchestrato una frode da $ 100 milioni.